# Гімн Республіки Дагестан
Державний гімн Республіки Дагестан — один з символів Дагестану. Затверджений на основі закону № 23 Республіки Дагестан «Про державний гімн Республіки Дагестан» 30 жовтня 2003 року.
Гімн має тільки музичну частину, автором якої є композитор Шарвані Чалаєв.

## Тексти пісень
| Російська лірика | Транслітерація | Аварський переклад | Ногайський переклад | Азербайджанський переклад | Кумицький переклад | Чеченський переклад | Даргін переклад | Лезгійський переклад | Татський переклад | Український переклад |
| Горные реки к морю спешат. Птицы к вершинам путь свой вершат Ты – мой очаг, ты – моя колыбель, Клятва моя – Дагестан. Тебе присягаю на верность свою, Дышу я тобою, о тебе пою. Созвездье народов нашло здесь семью, Мой малый народ, мой великий народ. Подвиги горцев, братство и честь, Здесь это было, здесь это есть. Мой Дагестан и Россия моя, Вместе с тобой навсегда! Тебе присягаю на верность свою, Дышу я тобою, о тебе пою. Созвездье народов нашло здесь семью, Мой малый народ, мой великий народ. Дагестан! | Gornye reki k morju spešat. Pticy k veršinam putʹ svoj veršat Ty – moj očag, ty – moja kolybelʹ, Kljatva moja – Dagestan. Tebe prisjagaju na vernostʹ svoju, Dyšu ja toboju, o tebe poju. Sozvezdʹe narodov našlo zdesʹ semʹju, Moj malyj narod, moj velikij narod. Podvigi gorcev, bratstvo i čestʹ, Zdesʹ èto bylo, zdesʹ èto estʹ. Moj Dagestan i Rossija moja, Vmeste s toboj navsegda! Tebe prisjagaju na vernostʹ svoju, Dyšu ja toboju, o tebe poju. Sozvezdʹe narodov našlo zdesʹ semʹju, Moj malyj narod, moj velikij narod. Dagestan! | ГӀурул мугӀрул ралъдахъе ракӀхӀалакинабизе. ХӀанчӀи аскӀове тӀаралъи нух нилъерго вершок Мун дир цӀараки, мун дир кини Дир гьа бай, Дагъистан. Дуе гьеди тӀад дирго, дурнаб ретӀел Дица дуда ариш, дуе кечӀ. Халкъазул сартӀан тӏатинабизе гьаниб очахъ, Дир гьитІинаб халкъ, дир кІудияб халкъ. МагӀарулазул гьунар, вацлъи ва яхӀ, Гьаниб гьаб букІана, гьанир гьеб буго. Дир дагъистан ва дир Россия Дуда цадахъ абадул-абадиялъ! Дуе гьеди тӀад дирго, дурнаб ретӀел Дица дуда ариш, дуе кечӀ. Халкъазул сартӀан тӏатинабизе гьаниб очахъ, Дир гьитІинаб халкъ, дир кІудияб халкъ. Дагъистан! | Сув тавшан туьсуьв тав ишинде тенъиз, Кус ушув йол ишинде тавта Сен менинъ пеш, сен менинъ шенъилшек Менинъ соьгис – Дагыстан. Мен соьгис сага менинъ соьгис, Мен куькирт сен, Мен йырлав баьрисин сен. Дунья миллетин табув аьел бар. Менинъ кичик миллет, менинъ уьлкен миллет. Ойын алувен, ага эм оьрмет, Бар ол эди, бар эм. Менинъ Дагыстан эм менинъ Ресей, Бирге бен сен аьр заманда! Мен соьгис сага менинъ соьгис, Мен куькирт сен, Мен йырлав баьрисин сен. Дунья миллетин табув аьел бар. Менинъ кичик миллет, менинъ уьлкен миллет. Дагыстан! | Дағлардан дәнизләрә ахышан чајлар, Гушлар уҹалыглара учур Сән - мәним үрејим, сән - мәним бешијим Мәним андым - Дағыстан. Сәдагәтимә анд ичирәм Сәни нәфәс алырам, сәнин һаггында охујурам. Милләтләр бүрҹү бурада аиләсини тапды. Кичик милләтим, бөјүк милләтим. Дағҹыларын хүсусијјәтләри, гардашлыг вә шәрәф, Будур, будур. Мәним Дағыстаным вә Русијам, Сәнинлә бирликдә сонсуза гәдәр! Сәдагәтимә анд ичирәм Сәни нәфәс алырам, сәнин һаггында охујурам. Милләтләр бүрҹү бурада аиләсини тапды. Кичик милләтим, бөјүк милләтим. Дағыстан! | Тав оьзенлер чалтлыкъ денгизге, Къушлар битим олардан ёл тавгъа. Сен мени ялын, сен мени къакъакъ, Мени ант - Дагъыстан. Мен ант сагъа мени тюзлюк Мен тыныш сен, мен йырламакъ сен. Халкъны бурж тапмакъ агьлю мунда Мени гиччи миллет, мени уллу миллет. Альпинистни загьмат, агъа ва намус Мунда бу эди, мунда ол ашамакъ. Мени Дагъыстан ва мени Россия, Бирге сизден гьамангъа! Мен ант сагъа мени тюзлюк Мен тыныш сен, мен йырламакъ сен. Халкъны бурж тапмакъ агьлю мунда Мени гиччи миллет, мени уллу миллет. Дагъыстан! | Ламанийн хи хӀордче сихдала. Олхазар бохьче некъ шие кхочушдан. Хьо - сан кхерч, хьо - сан ага Сан дуй - ДегӀаста. Хьуна дуйбаа тӀе шие нийса хилар, Со садеӀа сурт ахьа, хьунах ала. Халкъан седамаша каро кхузахь доьзал, Сан кегий къам, сан сийлахь къам. Ламанхойн хӀума, вежаралла а сий, Кхузахь хӀара доьлла, кхузахь хӀара даа. Сан ДегӀаста а сан Оьрсий, Цхьаьна сурт ахьацани гуттаренна! Хьуна дуйбаа тӀе шие нийса хилар, Со садеӀа сурт ахьа, хьунах ала. Халкъан седамаша каро кхузахь доьзал, Сан кегий къам, сан сийлахь къам. ДегӀаста! | Дубура хӀеркӀличи бахъал алхни кацӀахъес, Чяка хъарличи гьуни вегӀла тур. ХӀу анкъи дила, хӀу сур сири дила, Дила чесала - Дагъиста! ХӀед хасси хъя вегӀла мардешличиб, Ну хӀуни гьигьбикӀес, хӀечила далайикес. Халкьли закла бутӀа даргес ишаб верхӀна. Дила гӀяшси миллат, дила чебяхӀси миллат. Дубурланли игитдеш, узидеш ва ламус, Ишаб иш лебри, ишаб иш укун Дила Дагъиста ва дила Россия, ЦахӀнабли хӀуничил муртлисалра! ХӀед хасси хъя вегӀла мардешличиб, Ну хӀуни гьигьбикӀес, хӀечила далайикес. Халкьли закла бутӀа даргес ишаб верхӀна. Дила гӀяшси миллат, дила чебяхӀси миллат. Дагъиста! | ВацӀар катзава дагъларай гьуьлуьхъ, Къушари лув гуз дагъларин кьилихъ, Вун – зи чими къул, вун – зи къулай кьеб, Зи кьин я михьи – хайи Дагъустан! Ваз вафалувал эмир я рикӀин, Зи уьмуьр, нефес, зи мани эркин. Дуствилин хизан – гъетер хьиз къалин, Чан зи гъвечӀи халкь, чан зи халкь чӀехи! Стхавал, намус, игитвал кьетӀен – Гьа ихьтинди я ви руьгь, ви беден! Хайи Дагъустан, Урусат хайи – Санал ала чун са рекье даим! Ваз вафалувал эмир я рикӀин, Зи уьмуьр, нефес, зи мани эркин. Дуствилин хизан – гъетер хьиз къалин, Чан зи гъвечӀи халкь, чан зи халкь чӀехи! Дагъустан! | Нуькерегьой догъи э тараф дерьёгь рихдени. Гъушгьо э тараф гъугъ догъгьо паруьсдени. Туь кинлеймени, туь гуфереймени, ШовгӀойме, ой Догъисту. ШовгӀо доренуьм туьре эри бофойме, Нефес кеширенуьм э туьревоз, мэгӀни хунденуьм э товунтуь. Жуьрбежуьре хэлгъгьо офдей инжо кифлет хуьшдере, Ой чуькле хэлгъме, ой буьзуьрге хэлгъме. Игиди догълуьгьо, бирори не гъирьет, Инжо и бирей, инжо и гьисди. Ой Догъистуме, ой Уруссиетме, Э туьревоз борембор эри гьеммишеи! ШовгӀо доренуьм туьре эри бофойме, Нефес кеширенуьм э туьревоз, мэгӀни хунденуьм э товунтуь. Жуьрбежуьре хэлгъгьо офдей инжо кифлет хуьшдере, Ой чуькле хэлгъме, ой буьзуьрге хэлгъме. Догъисту! | Гірські річки до моря поспішають. Птахи до вершин шлях свій вершать Ти – моє вогнище, ти – моя колиска, Клятва моя – Дагестан. Тобі присягаю на вірність свою, Дихаю я тобою, про тебе співаю. Сузір'я народів знайшло тут сім'ю, Мій малий народ, мій великий народ. Подвиги горян, братство і честь, Тут це було, тут це є. Мій Дагестан та Росія моя, Разом із тобою назавжди! Тобі присягаю на вірність свою, Дихаю я тобою, про тебе співаю. Сузір'я народів знайшло тут сім'ю, Мій малий народ, мій великий народ. Дагестан! |